# Фёдоров, Евгений Епифанович
Евгений Епифанович Фёдоров (1 августа 1927 — 27 ноября 1993, г. Обнинск, Россия) — советский военный, партийный и хозяйственный деятель, педагог, полковник. Председатель Обнинского городского исполнительного комитета Совета депутатов трудящихся (1963—1966). Первый секретарь Обнинского ГК КПСС (1966—1968), старший преподаватель Специальной кафедры ЦИПК МСМ СССР (1973—1985).

## Биография
Родился 1 августа 1927 года в семье служащих.  В 1946 году после окончания Московского инженерно-строительного института им.В.В.Куйбышева, назначен офицером Строительного управления  Лаборатории «В». С 1950 года  был избран секретарём комсомольской организации политотдела  Лаборатории «В».  27 августа 1956 года на Первой  городской партийной конференции, Е.Е.Фёдоров  был избран  1-м секретарём ГК ВЛКСМ и членом ГК КПСС.
В 1960 году после окончания  Высшей партийной школы, был назначен  заведующим  отделом Обнинского ГК КПСС, в 1962 году был избран секретарём Парткома Обнинского управления строительства.  В 1963 году был назначен председателем  Обнинского городского исполнительного комитета  Совета депутатов трудящихся. 
Его роль на посту председателя исполкома отметила  Н.С. Антоненко:
«Учиться искусству управления пришлось, что называется, на марше. В первую очередь, у Евгения Епифановича Федорова. Золотой человек, всем нам был и остается примером. Вот таким должен быть советский, партийный руководитель, чтобы власть была авторитетной… »
В  1966 году избран 1-м секретарём Обнинского  ГК КПСС.  С 1968 года снова в рядах Советской армии, до 1973 года Е.Е.Фёдоров был в заграничной командировке в ГДР, в качестве офицера Отдела контрразведки ГСВГ.  С 1973 года старший офицер действующего резерва СА с прикомандированием к МСМ СССР.  С 1973 по 1985 годы старший преподаватель Специальной кафедры  ЦИПК МСМ СССР.  С 1985 года в отставке.
Умер 27 ноября 1993 года в Обнинске, похоронен на Кончаловском кладбище.

## Награды
- Орден Трудового Красного Знамени
- Орден Знак Почёта
- Премия Совета Министров СССР (1968 г. — за разработку генерального плана развития города направленный на обеспечение современных жилищных и социально-бытовых условий для его жителей[2]